# New International Version
New International Version (NIV) är en modern engelsk bibelöversättning. Nya testamentet publicerades 1973, och hela bibeln 1978. En reviderad upplaga utkom 2011. Jämte King James Bible är NIV i dag en av de populäraste engelskspråkiga översättningarna.
En bidragande orsak till att man satte igång med översättningsarbetet av NIV var att många konservativa protestanter ansåg att en tidigare ganska spridd engelsk översättning, Revised Standard Version, var alltför färgad av liberal teologi och bibelkritik.

### Fotnoter
1. ↑  ”Version Information” (på engelska). Bible Gateway. https://www.biblegateway.com/versions/New-International-Version-NIV-Bible/#books&version=31;. Läst 4 maj 2016.